# Stazione di Kasugai
La stazione di Kasugai (春日井駅?, Kasugai-eki) e una stazione ferroviaria situata nella città di Kasugai, nella prefettura di Aichi in Giappone. La stazione e gestita dalla JR Central e serve la linea principale Chūō.

## Linee
JR Central
■ Linea principale Chūō

## Struttura
La stazione è costituita da due marciapiedi, uno laterale e uno a isola con 3 binari in superficie, di cui solo due usati regolarmente.
| 1 | ■ Linea principale Chūō | per Tajimi e Nakatsugawa |
| 2 | ■ Linea principale Chūō | per Ōzone e Nagoya       |
| 3 | ■ Linea principale Chūō | Binario di servizio      |

## Stazioni adiacenti
| ≪                     | Servizio              | ≫                     |
| Linea principale Chūō | Linea principale Chūō | Linea principale Chūō |
| --------------------- | --------------------- | --------------------- |
| Jinryō                | Locale                | Kachigawa             |
| Kōzōji                | Rapido                | Kachigawa             |
| L'Homeliner non ferma |                       |                       |